# Вивільга танімбарська
Вивільга танімбарська (Oriolus decipiens) — вид співочих птахів родини вивільгових (Oriolidae).

## Таксономія
До 2008 року танімбарську вивільгу вважали підвидом вивільги вохристої. Деякі систематики досі не визнають цього поділу.

## Поширення
Ендемік індонезійського острова Танімбар. Її природними середовищами існування є субтропічні або тропічні вологі низинні ліси, субтропічні або тропічні мангрові ліси та субтропічні або тропічні вологі гірські ліси